# Конькобежный спорт на зимних Олимпийских играх 1972

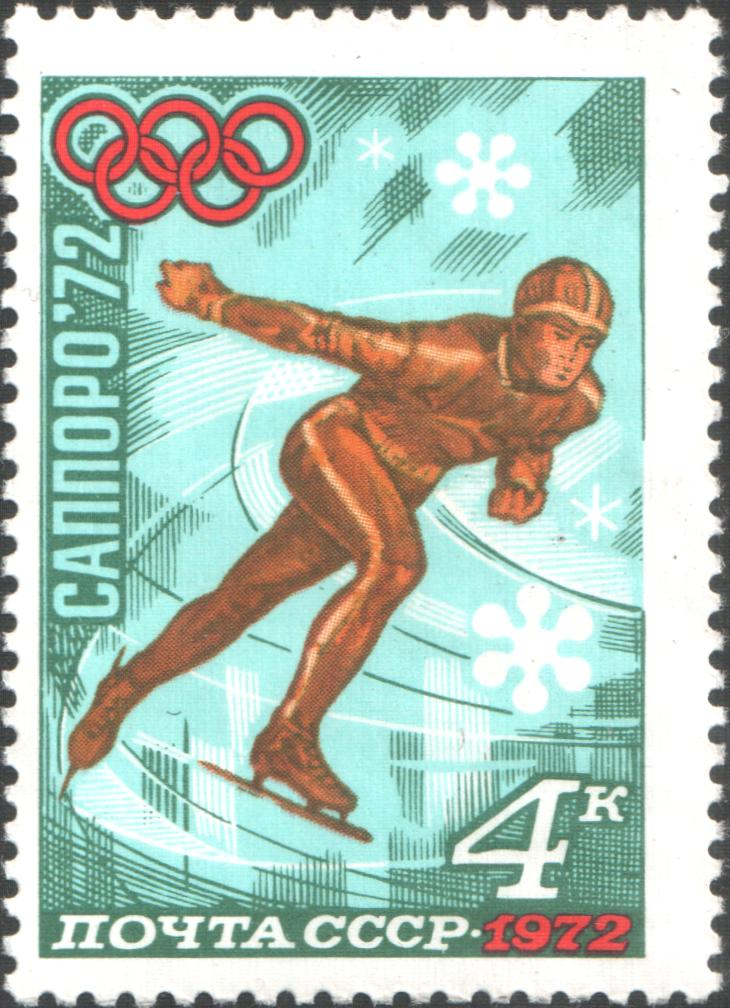
Почтовая марка СССР

Соревнования по конькобежному спорту на зимних Олимпийских играх 1972 прошли с 5 по 12 февраля.

## Медалисты

### Мужчины
| Дисциплина | Золото                    | Серебро                     | Бронза                |
| ---------- | ------------------------- | --------------------------- | --------------------- |
| 500 м      | Эрхард Келлер ФРГ         | Хассе Бёрьес Швеция         | Валерий Муратов СССР  |
| 1500 м     | Адрианус Схенк Нидерланды | Роар Грёнвольд Норвегия     | Йоран Классон Швеция  |
| 5000 м     | Адрианус Схенк Нидерланды | Роар Грёнвольд Норвегия     | Стен Стенсен Норвегия |
| 10.000 м   | Адрианус Схенк Нидерланды | Корнелис Веркерк Нидерланды | Стен Стенсен Норвегия |

### Женщины
| Дисциплина | Золото                         | Серебро                        | Бронза                        |
| ---------- | ------------------------------ | ------------------------------ | ----------------------------- |
| 500 м      | Анне Хеннинг США               | Вера Краснова СССР             | Людмила Титова СССР           |
| 1000 м     | Моника Пфлюг ФРГ               | Атье Кёлен-Делстра Нидерланды  | Анне Хеннинг США              |
| 1500 м     | Диэйнн Холум США               | Кристина Бас-Кайсер Нидерланды | Атье Кёлен-Делстра Нидерланды |
| 3000 м     | Кристина Бас-Кайсер Нидерланды | Диэйнн Холум США               | Атье Кёлен-Делстра Нидерланды |